# Pakůň žíhaný
Pakůň žíhaný (Connochaetes taurinus) je velký savec z čeledi turovitých (Bovidae), který obývá jižní Keňu až po sever Jižní Afriky (viz mapa).

## Popis

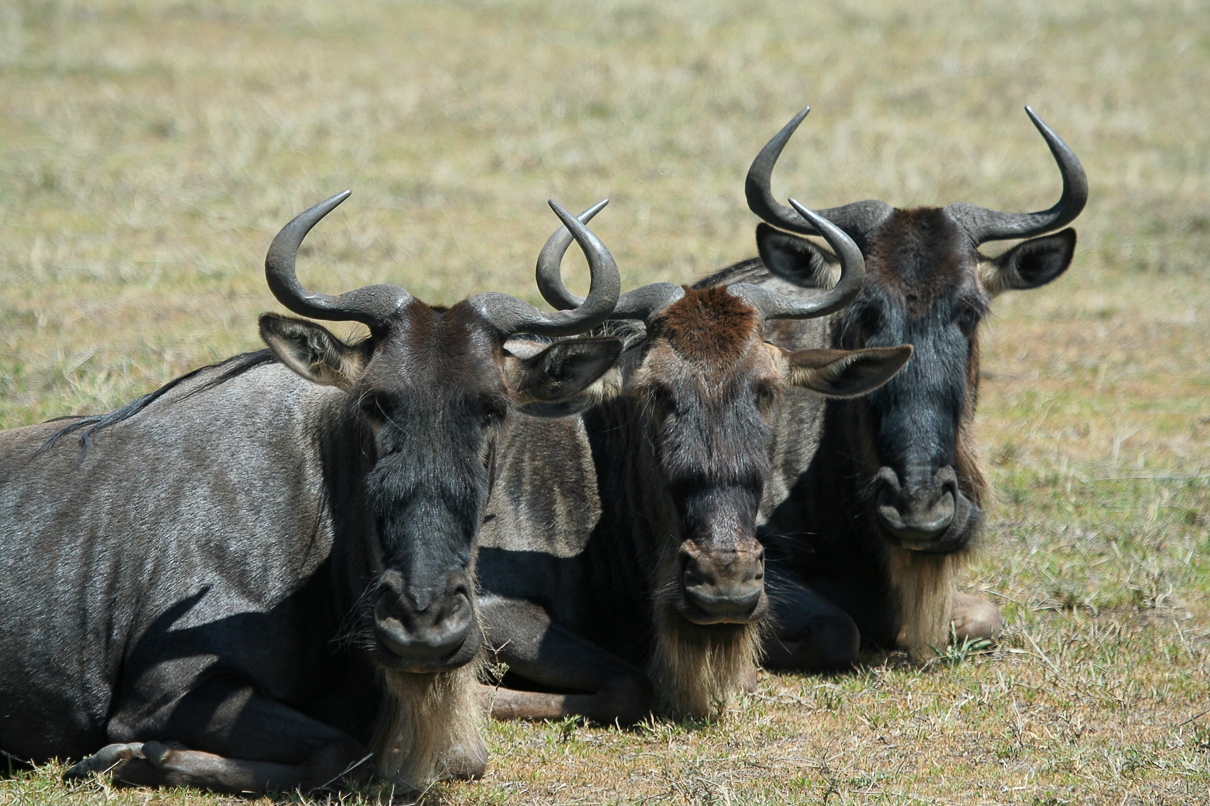
Pakůň žíhaný

Pakůň žíhaný je zvíře měřící 1,7 až 2,4 metru na délku. Ocas měří 60 až 100 cm. Hmotnost jedince může přesáhnout i 270 kg. Ve své domovině obývá převážně otevřené travnaté krajiny, buše a savany. Srst na těle má nejčastěji šedou, občas světle hnědou barvu a mají úzkou černou hřívu. Na hlavě mají černý tlustý pruh táhnoucí se od rohů až po čenich; jen boční strany hlavy jsou obvykle světlejší. Díky černému obličeji a bílé dlouhé bradce poněkud přihlouplý výraz. Působí sice neohrabaným dojmem, ale jde o celkem rychlého savce, který se pohybuje jakoby koňským cvalem a vydává bručivé zvuky.
Dosahují v běhu rychlosti až 70 km/h.

## Ekologie
Pakoně jsou velice pospolní a ve východní Africe lze v období sucha spatřit stáda čítající i několik desítek tisíc jedinců, která podnikají migrace za vodou a pastvou až 1600 km dlouhé.[zdroj?] Stáda v období rozmnožování nemívají více než 150 samic s mláďaty a 1 až 3 samce. Samci hlídkují na okrajích stáda, které udržují pohromadě a brání pásmo kolem něj, a to dokonce i během migrace. Pakoně se téměř výhradně živí trávou a potřebují často pít, proto se zdržují často blízko vody a není výjimkou, když se zdržují ve stádech spolu se zebrami nebo s pštrosy, jelikož využívají vzájemné ostražitosti a upozorní ostatní včas náhlým útěkem. Mezi přirozené a největší nepřátele pakoně patří hlavně lvi, gepardi, psi hyenovití, hyeny a u vody nejčastěji krokodýli.

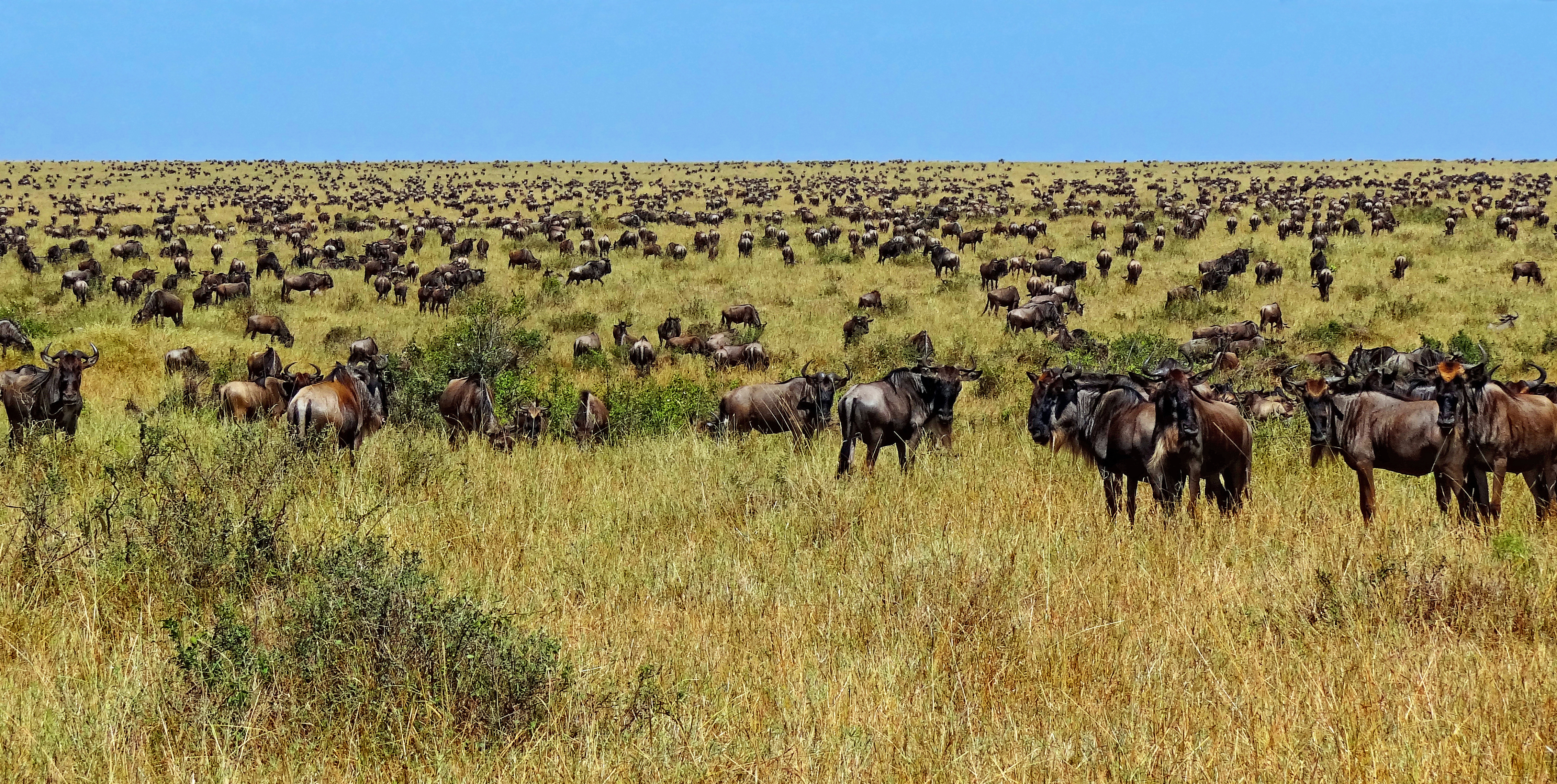
Pakoni žíhaní během migrace

Rohy mají jak samec, tak samice a obě pohlaví se od sebe liší pouze velikostí (samice je menší). Březost trvá zhruba 8,5 měsíců a samice rodí jedno mládě, které se dokáže během 3 až 5 minut postavit.

## Taxonomie
Pakoně žíhaného poprvé popsal Burchell ve své publikaci v roce 1833 a pravděpodobně se jednalo o vzorek z Keni. U pakoně žíhaného rozeznáváme celkem pět poddruhů, které obývají území od Keni až po Jižní Afriku. Mezi ně patří:
- Pakůň žíhaný bělobradý (Connochaetes taurinus albojubatus)
- Connochaetes taurinus cooksoni
- Connochaetes taurinus johnstoni
- Connochaetes taurinus mearusi
- Pakůň žíhaný modrý (Connochaetes taurinus taurinus)

V současné době nehrozí pakoni žíhanému žádná akutní hrozba vyhubení, ale je závislý na ochraně.